# SAFE Banking Act
Der SAFE Banking Act, offiziell H.R. 1595, vollständiger Titel Secure and Fair Enforcement (SAFE) Act, und auch als SAFE Banking Act of 2019 bezeichnet, ist ein Gesetzentwurf zur Verfügung über Gelder, die durch die Cannabisindustrie in den Vereinigten Staaten gewonnen werden.

## Gesetzentwurf
Der Gesetzesentwurf verbietet es einer föderalen Bankenaufsichtsbehörde generell, ein Einlageninstitut zu bestrafen, weil es Bankdienstleistungen für ein rechtmäßiges Cannabisunternehmen erbringt. Zu den verbotenen Sanktionen gehören die Beendigung oder Einschränkung der Einlagen- oder Aktienversicherung eines Einlageninstituts allein deshalb, weil das Institut Finanzdienstleistungen für ein rechtmäßiges Unternehmen mit Cannabisbezug erbringt, sowie das Verbot oder die anderweitige Entmutigung eines Einlageninstituts, einem solchen Unternehmen Finanzdienstleistungen anzubieten.
Darüber hinaus gelten Erlöse aus einer Transaktion, die Aktivitäten eines rechtmäßigen Cannabisunternehmens betrifft, nicht als Erlöse aus einer rechtswidrigen Tätigkeit. Erlöse aus rechtswidrigen Handlungen unterliegen den Gesetzen zur Bekämpfung der Geldwäsche.
Darüber hinaus ist ein Einlageninstitut nach Bundesrecht nicht haftbar oder unterliegt nicht dem Verfall von Vermögenswerten, wenn es einem rechtmäßigen Cannabisunternehmen ein Darlehen oder andere Finanzdienstleistungen gewährt.
Schließlich senkt der Gesetzentwurf die Obergrenze für die Überschussfonds der Federal Reserve Banken. (Beträge, die diese Obergrenze überschreiten, werden in den allgemeinen Fonds des Finanzministeriums eingezahlt).
Einordnung
Bereits jetzt sind zahlreiche US-Unternehmen im Cannabis-Segment tätig, einige Bundesstaaten haben Cannabis bereits entkriminalisiert. Eine bundesweite Regelung würde die Expansionsbemühungen von Cannabis-Unternehmen in den USA erleichtern. Gleichzeitig wäre für sie mit einer höheren Besteuerung zu rechnen. Cannabis-Konzernen stünde nach der Legalisierung der Weg an die offiziellen Börsen frei, was ihnen die Finanzierung erleichtern würde.

## Geschichte
Am 7. März 2019 wurde der Gesetzentwurf von Ed Perlmutter (D-CO) in das US-Repräsentantenhaus eingebracht und an den Justiz- und den Finanzdienstleistungsausschuss verwiesen. Am 28. März 2019 stimmte der Finanzdienstleistungsausschuss mit 45 zu 15 Stimmen dafür, den Gesetzentwurf an den Senat weiterzuleiten. Der erste Versuch war Ende 2020 im Senat, in dem zum damaligen Zeitpunkt die Republikaner die Mehrheit stellten, gescheitert. (Um ein Gesetz durch den Senat zu bringen, müssen 60 von 100 Senatoren zustimmen; angesichts der aktuellen 50:50 Sitzverteilung zwischen Demokraten und Republikanern sind 10 Stimmen der republikanischen Partei nötig.)
Der Gesetzentwurf wurde während des 118. Kongresses am 26. April 2023 in beiden Kammern erneut eingebracht. Die Senatoren Jeff Merkley (D) und Steve Daines (R) sowie die Abgeordneten David Joyce (R) und Earl Blumenauer (D) waren die Hauptfürsprecher. Der Vorsitzende des Bankenausschusses des Senats, Sherrod Brown, sagte, dass der Gesetzentwurf in der ersten Maihälfte 2023 angehört werden könnte, und die erste Anhörung im Senat fand am 11. Mai statt. Der Gesetzentwurf sollte im Juni vom Bankenausschuss des Senats geprüft werden.